# Pagurixus
Pagurixus is een geslacht van kreeftachtigen uit de klasse van de Malacostraca (hogere kreeftachtigen).

## Soorten
- Pagurixus acanthocarpus Komai & Okuno, 2009
- Pagurixus amsa Morgan, 1993
- Pagurixus anceps (Forest, 1954)
- Pagurixus annulus Komai & Poupin, 2013
- Pagurixus aurantiaca Komai, 2010
- Pagurixus boninensis (Melin, 1939)
- Pagurixus brachydactylus Komai & Osawa, 2006
- Pagurixus carinimanus Komai & Osawa, 2006
- Pagurixus cavicarpus Komai, 2010
- Pagurixus concolor Komai & Osawa, 2006
- Pagurixus crosnieri Komai, 2010
- Pagurixus dissimilis Osawa & Komai, 2007
- Pagurixus europa Komai & Poupin, 2013
- Pagurixus fasciatus Komai & Myorin, 2005
- Pagurixus festinus McLaughlin & Haig, 1984
- Pagurixus formosus Komai, 2010
- Pagurixus granulimanus Morgan, 1993
- Pagurixus haigae Komai & Osawa, 2007
- Pagurixus handrecki Gunn & Morgan, 1992
- Pagurixus hectori (Filhol, 1883)
- Pagurixus icelus Komai, 2010
- Pagurixus jerviensis McLaughlin & Haig, 1984
- Pagurixus kermadecensis de Saint Laurent & McLaughlin, 2000
- Pagurixus laevimanus (Ortmann, 1892)
- Pagurixus longipes Osawa, Fujita & Okuno, 2006
- Pagurixus maorus (Nobili, 1906)
- Pagurixus nanus Komai & Takada, 2006
- Pagurixus nomurai Komai & Asakura, 1995
- Pagurixus patiae Komai, 2006
- Pagurixus paulayi Komai & Osawa, 2006
- Pagurixus pilosus Komai, 2010
- Pagurixus pseliophorus Komai & Osawa, 2006
- Pagurixus pulcher Osawa, Fujita & Okuno, 2006
- Pagurixus purpureus Komai & Okuno, 2009
- Pagurixus ruber Komai & Osawa, 2006
- Pagurixus rubrovittatus Komai, 2010
- Pagurixus sculptus Komai, 2010
- Pagurixus stenops Morgan, 1993
- Pagurixus tweediei (Forest, 1956)